# Karen Page
Karen Page är en seriefigur i berättelserna om Daredevil i Marvels universum, skapad av Stan Lee och Bill Everett. Hon är Matt Murdocks sekreterare och kärleksintresse. I filmen Daredevil (2003) spelas hon av Ellen Pompeo. Deborah Ann Woll spelade som Karen Page i Marvel's Daredevil.

## Bakgrund
I hennes första framträdanden är Page sekreterare för advokatfirman Nelson & Murdock, och blir ett kärleksintresse för både Matt Murdock och Foggy Nelson. Hennes relation med Murdock förändras när han avslöjar sin hemliga identitet till henne. Hon bestämmer sig sedan för att lämna firman och blir skådespelare i Los Angeles. Page hamnar i pornografibranschen och utvecklar ett heroinberoende. Efter att berättat om Murdocks hemlighet till en knarklangare, återvänder hon till Hell's Kitchen. Informationen når ut till Kingpin som förstör Murdocks liv på flera olika sätt. Trots Pages förräderi, hjälper Murdock henne att komma ur sitt missbruk och de blir ett par. I det femte numret av Daredevil volym 2 (mars 1999) mördas Page av Bullseye.